# Šinden-zukuri
Šinden-zukuri (寝殿造) se nanaša na arhitekturni slog, ustvarjen v obdobju Heian (794–1185) na aponskem in uporabljen predvsem za palače in rezidence plemičev. 
Leta 894 je Japonska odpravila kentōši (japonske misije v Tang Kitajski), se oddaljila od kitajske kulture in razcvetela kulturo, imenovano Kokufu bunka (dobesedno japonska kultura), ki je bila v skladu z japonskim podnebjem in estetskim čutom. Ta slog v arhitekturi je jasno pokazal edinstvenost japonske arhitekture in definiral kasnejše japonske značilnosti. Njegove značilnosti vključujejo odprto strukturo z nekaj stenami, ki jih je mogoče odpreti in zapreti z vrati, šitomi in sudare, strukturo, v kateri ljudje sezujejo čevlje in vstopijo v hišo na hoduljah, sedijo ali spijo neposredno na tatamiju brez uporabe stolov ali postelj, streho iz laminiranega lubja hinoki (japonska pacipresa (Chamaecyparis obtusa )) namesto keramičnih ploščic in naravno teksturo, ki ni narisana na stebre.
Ta slog je dosegel vrhunec v 10. do 11. stoletju, toda ko je razred samurajev pridobil moč v obdobju Kamakura (1185–1333), je postal priljubljen slog buke-zukuri, ki je v obdobju Muromači (1336–1573) upadel zaradi razvoja sloga šoin-zukuri.

## Struktursa
Glavne značilnosti šinden-zukurija so posebna simetrija skupine stavb in nerazvit prostor med njimi.
Dvorec je bil običajno postavljen na en čō (町, 109,1 m) kvadrat. Glavna stavba, šinden (寝殿, spalni prostor), je na osrednji osi sever–jug in je obrnjena proti jugu na odprto dvorišče. Dve pomožni stavbi, tai-no-ja (對屋・対屋, dobesedno nasprotni sobi), sta zgrajeni desno in levo od šindena, obe potekata vzhod-zahod. Tai-no-ja in šinden povezujeta dva hodnika, imenovana sukivatadono (透渡殿) oziroma vatadono (渡殿). Čūmon-rō (中門廊, hodnik osrednjih vrat) na pol poti obeh hodnikov vodi do južnega dvorišča, kjer so potekale številne slovesnosti. Od vatadona se ozki hodniki raztezajo proti jugu in končajo v curidonu, majhnih paviljonih, ki potujejo v obliki črke U po dvorišču. Bogatejši aristokrati so zgradili več stavb za šinden in tai-no-ja.
Soba v jedru šindena (moja) je obdana z (en ken širokim) pokritim prehodom, imenovanim hisaši. Moja je en velik prostor, pregrajen s prenosnimi zasloni. Gostje in prebivalci hiše sedijo na preprogah, ločeno položenih na polirana lesena tla. Ko se je slog razvijal, je moja postala formalen, javni prostor, hisaši pa je bil razdeljen na zasebne prostore. Ker je hiša v slogu šinden-zukuri cvetela v obdobju Heian, so bile hiše po navadi opremljene in okrašene z značilno umetnostjo tega obdobja.
Pred mojo čez dvorišče je vrt z ribnikom. Voda teče iz potoka (jarimizu 遣水) v velik ribnik južno od dvorišča. Ribnik je imel otočke in mostove v kombinaciji z gorskimi oblikami, drevesi in skalami, da bi ustvarili občutek, da ste v deželi Amide Bude.
Ob vzhodnih vratih so stanovali častniki in stražarji.
- Muzejski model palače Saiō. Hisaši obkroža mojo. Moja je razdeljena na predsobo in nurigome (塗篭), spalni prostor 2×2 ken z mavčnimi stenami, ki vsebuje čōdai (帳台, dobesedno "baldahin"). Nurigome se je kasneje skrčil in preselil v hisaši.[6] Toge naoknice proti dežju na skrajni strani so hajitomi; rolo žaluzije na bližnji strani misu.
- Rekonstrukcija notranje opreme istega objekta. Saiō sedi na podiju, za njo je bjōbu, kičō na njeni levi in škatli podoben čōdai (帳台, baldahin) na njeni desni. Nad in pred njo je kabeširo (壁代, stenska zavesa) zvit in privezan.

## Drugi slogi pod vplivom

### Buke-zukuri
Buke-zukuri je bil slog hiš, zgrajen za vojaške družine. Po strukturi je bil podoben običajnemu šinden-zukuriju z nekaj spremembami prostorov, da bi se prilagodili razlikam med aristokratsko in vojaško družino. V času, ko so vojaške družine prevzele oblast nad aristokrati, so se bivalni prostori spremenili. Vsak lord je moral zgraditi dodaten prostor, da so bili njegovi vojaki ves čas okoli njega z orožjem na dosegu roke v primeru nenadnega napada. Da bi se zaščitili pred temi napadi, so zgradili jaguro ali stolp in po vrtovih raztresli bakle, da bi jih lahko čim prej prižgali.
S povečanjem števila ljudi, ki so živeli pod isto streho, so bile zgrajene dodatne sobe, imenovane hiro-bisaši ("prostorna soba pod napuščem"), združene okoli šindena. Zenšo (kuhinja 膳所) je bila prav tako zgrajena večja, da bi lahko sprejela potrebne ljudi za kuhanje vse hrane za vojake in člane gospodinjstva.
Za razliko od šinden-zukurija so bili domovi buke-zukuri preprosti in praktični ter so se držali stran od umetnosti in lepote, ki je pripeljala do padca dvora Heian. Sobe, značilne za dom buke-zukuri, so naslednje:
- Dei (出居, sprejemna soba)
- Saikušo (細工所, orožarna)
- Cubone (局, skupno mesto v dvorcu)
- Kuruma-jadori (車宿, zavetišče za vozila in krave)
- Džbucu-dō (持佛堂, soba, v kateri so hranili tablice prednikov in druge simbole budističnega čaščenja)
- Gakumon-džō (kraj ali soba za učenje)
- Daidokoro (kuhinja)
- Takibi-no-ma (焚火間, prostor za ogenj)
- Baba-den (馬場殿, soba za treniranje konj)
- Umaja (厩, hlev)

Slog buke-zukuri se je skozi obdobja Kamakura in Muromači spreminjal in sčasoma se je število sob v hiši v slogu zmanjšalo, ko so daimjo začeli uporabljati gradove.

## Ohranjeni primeri
Ni ohranjenih originalnih primerov stavb v slogu šinden-zukuri. Pogosto se reče, da je tempelj Bjōdō-in obstoječi šinden-zukuri, vendar glede na Bjōdō-in to ni stil shinden-zukuri.
Nekatere trenutne strukture sledijo podobnim slogom in dizajnom:
- Palača Heidžo
- Bjōdō-in Phoenix Hall
- Hōdžō-dži